# Vijg (vrucht)

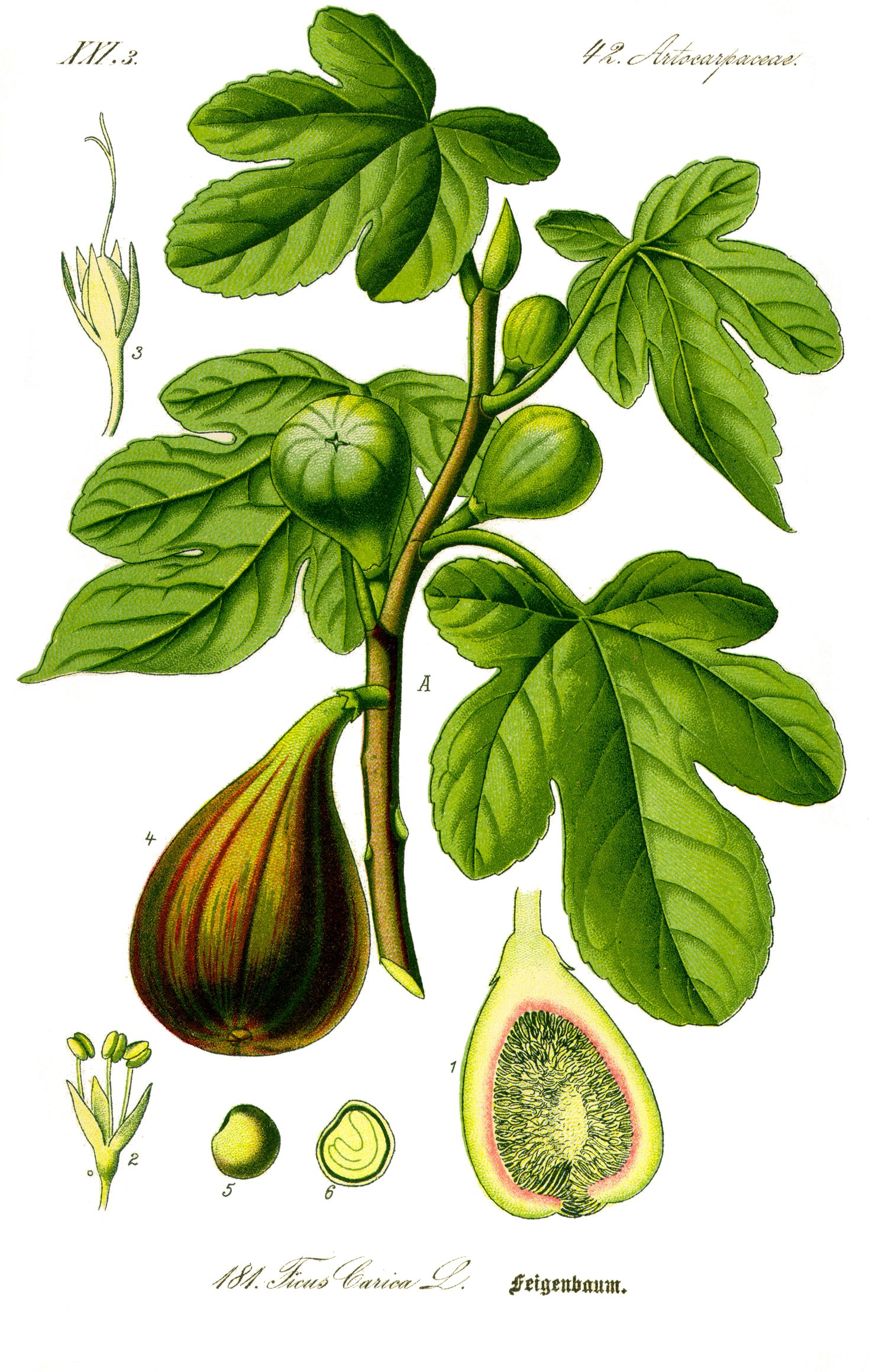
Vijgenboom, zaden en vruchten

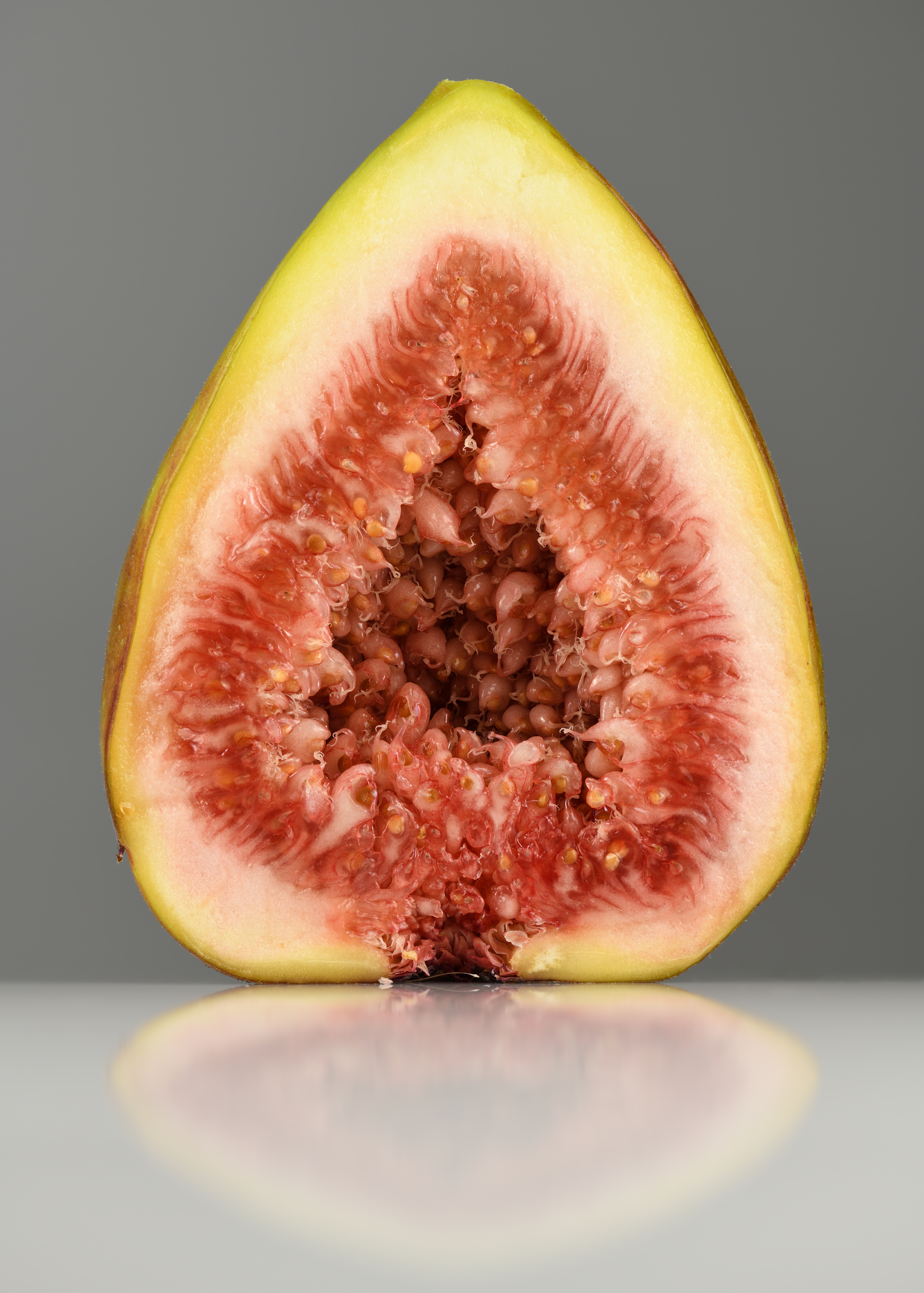
Doorsnede vijg van een vijgenboom

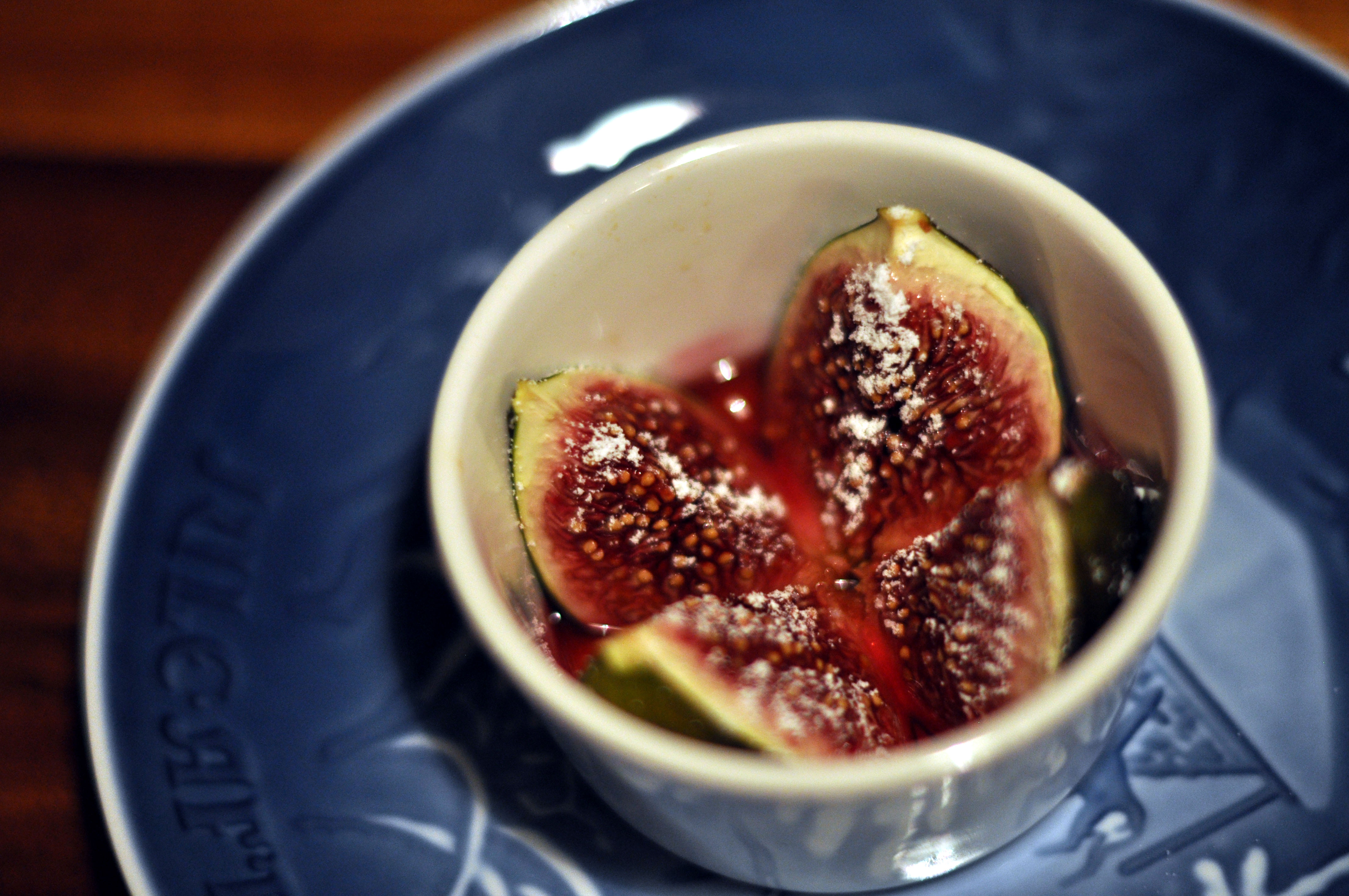
Gebakken vijgen met honing

De vijg is de vrucht van bomen van het geslacht Ficus. Bekend is de vrucht van de vijgenboom (Ficus carica). Hij is droog en zoet van smaak. Verse vijgen zijn in West-Europa vrij algemeen verkrijgbaar, maar ze worden in Nederland en België voornamelijk gekonfijt gegeten. 
De vijg is een van de oudst bekende vruchten. Al rond 9000 v. Chr. werden vijgen verbouwd in een vroeg-neolithisch dorp in de Jordaan-vallei, 13 kilometer ten noorden van Jericho. Ze groeien in veel Zuid-Europese landen. De vruchten zijn groen-geel of blauw-violet van kleur. Het vruchtvlees is wit-roze tot donkerrood. Vijgen zijn schijnvruchten: gevormd uit de bloembodem en de bloem. Zowel schil, pitten als vruchtvlees zijn eetbaar.

## Eten
Vijgen worden voornamelijk rauw of gekonfijt (geconserveerd in suiker) gegeten. De vruchten kunnen ook tot jam verwerkt worden. Verse vijgen kunnen zowel gepeld als in hun geheel gegeten worden.
Vijgen hebben een enigszins laxerende werking, bevatten slechts 40 kcal als ze rauw worden gegeten, maar bevatten wel veel vitaminen en voedingsvezels. Om deze redenen worden ze als gezonde voeding beschouwd.

## Symbool
In sommige culturen hebben vijgen ook een symbolische waarde. In de Thora en de bijbel wordt de vijgenboom vaak vermeld, zoals in 1 Koningen 5: ten tijde van koning Salomo kon men in vrede onder de vijgenboom zitten. Of Lucas 13: onder de vijgenboom De vijgenboom geeft veel schaduw. Of Johannes 1: onder de vijgenboom las men in de schriften, zoals Nathanael. In het boek van Jeremia (in de Thora en het Oude Testament) staat de vrucht voor 'vernietiging'. De profeet Jeremia noemde in zijn context het verhaal van Adam en Eva, die na hun zondeval schorten maakten van vijgenbladeren. In het Nieuwe Testament toont Jezus eenmaal zijn afschuw voor een vruchteloze vijgenboom.
In boeddhistische en hindoeïstische teksten wordt soms het spreekwoord 'zoeken naar een bloem in een vijgenplant' gebruikt, verwijzend naar de afwezigheid van bloemen aan deze plant. Dit spreekwoord wordt gebruikt als iets vrijwel onmogelijk is, of als kwaliteit totaal afwezig is. Het begrip 'vijgenbloem' staat voor iets dat heel zeldzaam is.

## Wereldwijde productie
| Topproducenten van vijgen 2021 | Topproducenten van vijgen 2021 |
| Land                           | Productie (ton)                |
| ------------------------------ | ------------------------------ |
| Turkije                        | 320.000                        |
| Egypte                         | 298.497                        |
| Marokko                        | 144.153                        |
| Algerije                       | 107.266                        |
| Iran                           | 83.899                         |
| Spanje                         | 60.190                         |
| Syrië                          | 40.996                         |
| Oezbekistan                    | 32.200                         |
| Verenigde Staten               | 26.493                         |
| Albanië                        | 24.095                         |